# پازمانی پی‌ال-۲
پازمانی پی‌ال-۲ (به انگلیسی: Pazmany_PL-1) یک هواگرد ملخ‌پیشین تک‌موتوره از نوع   آموزشی ساخت شرکت Pazmany Aircraft Corporation است. هواگرد پازمانی پی‌ال-۲ نخستین پروازش را در ۱۹۶۲ میلادی انجام داد.
طراح این هواگرد، Ladislao Pazmany بود.